# Lakhimpur
Lakhimpur es una ciudad ubicada en el centro-norte del estado indio de Uttar Pradesh, a pocos kilómetros al sur de la frontera con nepal. En el año 2011 tenía una población de 151 993 habs.

## Agricultura
Lakhimpur tiene una importante industria de caña de azúcar, que satisface en gran parte la demanda mundial. Y también posee industrias artesanales de palos de incienso.